# Кюлитсе
Кю́литсе (эст. Külitse) — посёлок в волости Камбья уезда Тартумаа, Эстония.
До административной реформы местных самоуправлений Эстонии 2017 года входил в состав волости Юленурме (упразднена).

## География и описание
Расположен в 5 км к юго-западу от уездного центра — города Тарту. Высота над уровнем моря — 59 метров.
На границе посёлка Кюлитсе и деревни Лаане расположена железнодорожная станция Ропка. На территории посёлка находится водохранилище Ропка. Через посёлок проходит основное шоссе Йыхви—Тарту—Валга.
Климат умеренный. Официальный язык — эстонский. Почтовый индекс — 61702.

## Население
По данным переписи населения 2021 года, в Кюлитсе насчитывалось 798 жителей, из них 765 (95,9 %) — эстонцы.
По данным переписи населения 2011 года, в посёлке проживали 827 человек, из них 789 (95,4 %) — эстонцы.
Численность населения посёлка Кюлитсе по данным переписей населения:
| Год  | 1959 | 1970  | 1979  | 1989  | 2000  | 2011  | 2021  |
| ---- | ---- | ----- | ----- | ----- | ----- | ----- | ----- |
| Чел. | 190  | ↘ 168 | ↗ 278 | ↘ 240 | ↗ 364 | ↗ 827 | ↘ 798 |

## История
Согласно археологическим данным, территория современного Кюлитсе была заселена уже к концу доримского железного века, т. е. примерно в начале нашей эры. О первых обитателях Кюлитсе свидетельствует довольно большое кладбище Пяхнимяэ, раскинувшееся на площади 2000 м² и расположенное в 100—200 метрах к юго-востоку от поселкового хутора Мяэвере. Захоронения здесь производились начиная с доримского железного века до конца XVII века. В могилах обнаружены фрагменты керамики, обгоревшие кости, монеты, фрагменты украшений, гвозди и железные предметы. Где в то время располагались жилые дома, неизвестно.
В древние времена территория вокруг современного Тарту входила в состав мааконда Уганди. В средние века деревня Кюлитсе принадлежала небольшому государству Дерптского епископства, находившемуся под властью Ливонского ордена и охватывавшему Юго-Восточную Эстонию. Епископство было завоевано русскими в 1558 году. Четверть века спустя, в 1582 году, Московское княжество на основании мирного договора отказалось от всей Ливонии в пользу речи Посполитой. В этом же году Кюлитсе впервые упомянут в письменных источниках — в польской ревизионной описи земельной собственности (Kilicz). После Северной войны вся бывшая Ливония вошла в состав Российской империи.
В письменных источниках 1638 года упоминается Killitz kyllo, Kellitz kyllo, 1839 года — Killiz.
До земельной реформы 1919 года Кюлитсе относилась к мызе Ропкой (нем. Ropkoy, Ропка, эст. Ropka mõis). В советское время здесь находился центр Ропкаского отделения Юленурмеского учебно-опытного хозяйства — государственного предприятия, занимавшегося сельским хозяйством.
В 1987 году с Кюлитсе была объединена расположенная южнее деревня Хааге (эст. Haage, нем. Haakhof). До 2013 года Кюлитсе имел статус деревни. Статус посёлка населённый пункт получил 3 мая 2013 года. 
В 1969 году на расположенной на территории Кюлитсе (в настоящее время — на частной земле) братской могиле советских воинов, павших во Второй мировой войне (исторический памятник с 1997 до 2023 года), был установлен памятник с надписью «1941—1945 Бойцам Советской армии, павшим в Великой Отечественной войне». По одним данным, в братской могиле похоронено 196 человек, по другим — 260. В протоколе от 30 ноября 2022 года рабочая группа по советским памятникам при Госканцелярии Эстонии признала памятник «красным монументом», подлежащим замене на т.н. нейтральный. Памятник был демонтирован в 2023 году (см. Список советских военных памятников Эстонии).

## Инфраструктура
В Кюлитсе работают библиотека и магазин торговой сети «Coop», действует сельское общество.

## Происхождение топонима
Название происходит от древнего финско-балтийского личного имени Külline: Küllitse (переводится как «обильный; богатый»). Окончание родительного падежа ‘tse-’ — южноэстонское.